# Coin (numismatique)
Pour les articles homonymes, voir Coin.

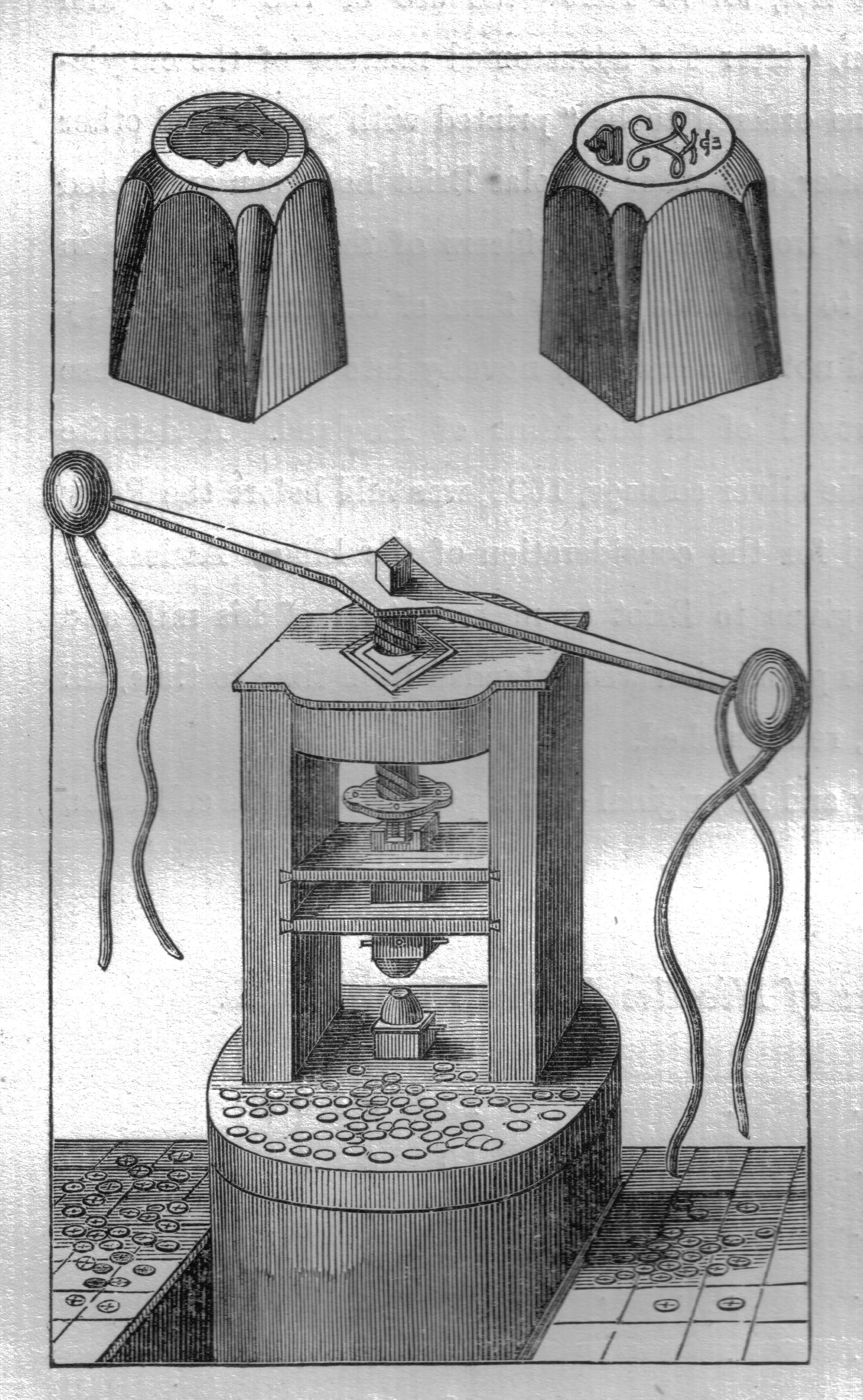
Un moulin pour frapper des pièces de monnaie.

En numismatique, le coin est un morceau de métal, généralement en acier et de forme cylindrique, sur lequel est gravée en creux l'empreinte d'une pièce de monnaie ou d'une médaille. Cette gravure est réalisée à partir d'une matrice, réalisée par un maître-graveur.

## Coins de pile et de face
Les flans sont frappés à l'aide d'une presse par deux coins : le « coin de pile » (en dessous) et le « coin de face » (au-dessus). La frappe produit une pièce de monnaie.
L'expression « coin de pile » est dérivée de la technique de frappe au marteau où la pièce de bois dans laquelle était fichée le coin fixe était appelée billot ou pile.

## Anomalies

### Coins usés
Au fur et à mesure du processus de frappe, les coins s'usent et les frappes s'émoussent, avant même que les monnaies n'entrent dans le processus de circulation. On dit alors que les pièces de monnaie présentent un velours de frappe.
À l'origine, était qualifié de fleur de coin, le coin (et non la monnaie) absolument neuf et non usé.

### Coins cassés
Un coin peut casser durant le processus de frappe. Dès lors, la cassure se voit sur la monnaie, en relief, à l'inverse des rayures qui sont en creux. Dans la mesure où les coins étaient coûteux à produire, ils pouvaient être utilisés sur de nombreux flans avant d'être changés. Les monnaies produites par des coins cassés peuvent être fortement valorisées par le marché.

#### Le louis d’or «à la corne»
Une cassure de coin peut même provoquer un incident politique. L'exemple du louis d'or de 1786 frappé à Strasbourg dit « à la corne » est devenu célèbre. Selon une version discutée, le maître-graveur de l'atelier de Strasbourg, Jean Guérin, incité par les amis du cardinal de Rohan, évêque de Strasbourg, aurait sciemment altéré le coin en laissant une protubérance sur le front, ressemblant à une corne, et sous-entendant donc l'infidélité de la reine.
La refonte et la refrappe des louis « à la corne » ont été ordonnées aux frais du directeur de la monnaie de Strasbourg, Jean-Louis Beyerlé, condamné en outre à une lourde amende (350 000 livres). Le maître-graveur ne semble pas avoir été inquiété.
L'affaire aurait aussi joué un rôle dans la disgrâce du contrôleur général des finances, Calonne, accusé par ailleurs d'avoir fait frapper des louis d'or à Strasbourg à un titre inférieur au titre légal.

### Coins choqués
Une autre anomalie pouvait se produire au cours du processus de frappe lorsque les coins de pile et de face frappaient à vide (sans flan introduit dans la presse). Ils pouvaient être choqués, c'est-à-dire se marquer l'un et l'autre. Ainsi, un coin de pile pouvait marquer le coin de face. Le coin de face ainsi choqué déposait alors une partie de la marque du coin de pile, qui se retrouvait ainsi sur les deux côtés du flan.